# Gerard Piqué
Gerard Piqué Bernabéu (Barcelona, 2 de febrero de 1987) es un exfutbolista, empresario y dirigente deportivo español que jugó como defensa, entre otros equipos, en el F. C. Barcelona, con el cual ganó treinta títulos. Fue internacional con la selección de España entre 2009 y 2018, totalizando 102 partidos y 5 goles, con la que se proclamó campeón mundial en 2010 y campeón continental en 2012.
También es propietario de un 90% del F. C. Andorra desde el año 2018 y dueño, fundador, director ejecutivo y presidente del consejo de directores de la empresa Kosmos.[cita requerida]

## Trayectoria

### Inicios
Ingresó en 1997 con diez años en las categorías inferiores del F. C. Barcelona. Se iniciaría en el fútbol base en la primera de las categorías que existían en aquel momento: el Alevín B. A partir de ahí, fue pasando por los diferentes escalafones, consiguiendo títulos y haciendo méritos tanto en el Alevín A como en el Infantil B y el A, el Cadete B y A y el Juvenil B y A. En el Cadete B, precisamente, tuvo como técnico a Tito Vilanova con quien se encontró en su regreso a Barcelona.
En todo este proceso de crecimiento y aprendizaje, Piqué demostró una gran adaptación a diferentes posiciones en el campo y una notable capacidad goleadora para tratarse de un jugador de carácter defensivo.
Jugó en todas las categorías inferiores del F. C. Barcelona, siendo su generación, la de jugadores nacidos en el año 1987, una de las mejores de la historia de las categorías inferiores del FC Barcelona, ya que coincidió con jugadores como Leo Messi, Cesc Fábregas, Marc Valiente, Víctor Vázquez o Marc Pedraza. Sin embargo firmó su primer contrato profesional con el Manchester United, uno de los clubes de la Premier League, donde se pudo terminar de formar como profesional.

### Manchester United
Debutó con el primer equipo del Manchester United en octubre de 2004 sustituyendo a John O'Shea en la victoria del equipo red por 0-3 ante el Crewe Alexandra, en tercera ronda de la Carling Cup.
Firmó su segundo contrato con los ingleses en febrero de 2005, después de tener varias buenas actuaciones en el equipo reserva del equipo de Mánchester. Su debut como titular en el primer equipo llegó el 26 de marzo de 2006, en un partido de Premier League ante el West Ham United.

### Real Zaragoza
En el verano de 2006, el Manchester United y el Real Zaragoza llegaron a un acuerdo para la cesión del jugador por una temporada.
Piqué tuvo bastante participación jugando tanto de central como de pivote por delante de la defensa. El jugador barcelonés tomó parte en 22 partidos de Liga, 18 de éstos como titular, y marcó 2 goles. Formó el centro de la defensa junto al argentino Gabriel Milito. También actuó en la posición de mediocentro defensivo con solvencia. El equipo finalizó en la 6.ª posición, clasificándose así para disputar la Copa de la UEFA.

### Vuelta al Manchester United
El Manchester United anunció en mayo de 2007 que Piqué volvería a la entidad inglesa tras su buena temporada en España.
Piqué entró a formar parte del primer equipo y marcó su primer gol en Liga de Campeones el 7 de noviembre de 2007, ante el Dinamo de Kiev en la fase de grupos. Volvió a marcar en dicha competición el 12 de diciembre, frente a la A. S. Roma.
Esa temporada consiguió el título de la Premier League con el Manchester United y también la Liga de Campeones de la temporada. En la máxima competición europea tuvo una participación destacada, sobre todo en la liguilla inicial, en la cual anotó los dos goles ya señalados.

### F. C. Barcelona

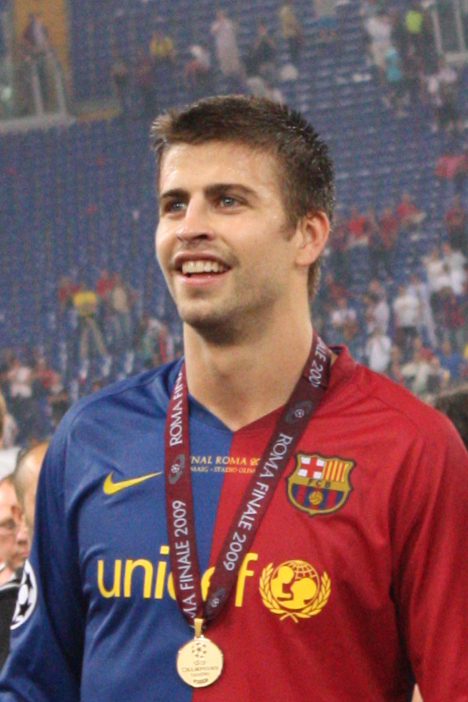
Gerard Piqué tras ganar la Final de la Liga de Campeones de 2009

El 25 de mayo de 2008, Piqué ficha por el F. C. Barcelona a cambio de 5 millones de euros, firma su contrato por cuatro temporadas con una cláusula de 50 millones de euros. De la mano del técnico Josep Guardiola, Piqué se convirtió en uno de los activos más importantes para la defensa azulgrana. Se convierte en un fijo en el eje de la defensa y anota hasta tres goles –uno en cada competición– en los 45 partidos en los que participa. Demuestra su gran capacidad de sacar el balón desde atrás y su facilidad para sumarse al ataque. El equipo de la ciudad condal firmó una primera vuelta histórica, consiguiendo 50 puntos.
El 2 de mayo de 2009 anotó el sexto gol en la goleada histórica por 2-6 que el F. C. Barcelona consiguió frente al Real Madrid en el Estadio Santiago Bernabéu.
El 13 de mayo de ese año fue titular en la final donde su equipo se proclamó campeón de la Copa del Rey, partido que venció por 1-4 al Athletic Club. El 16 de mayo ganó su primer título de Primera División de España, al perder el Real Madrid por 3-2 frente al Villarreal C. F., siendo matemáticamente campeón el F. C. Barcelona.
Esa misma temporada, el 27 de mayo formaría parte del once titular del F. C. Barcelona que disputó la final de la Liga de Campeones contra, precisamente, su exequipo, el Manchester United en el Estadio Olímpico de Roma. El F. C. Barcelona venció por 2-0 gracias a los goles de Eto'o y Messi, logrando así Piqué su segundo campeonato de Europa consecutivo, convirtiéndose en uno de los cuatro futbolistas junto con Marcel Desailly, Paulo Sousa y Samuel Eto'o en ganar la Liga de Campeones dos años seguidos con dos equipos diferentes. Aquel año terminaría con el Barça conquistando el "sextete".

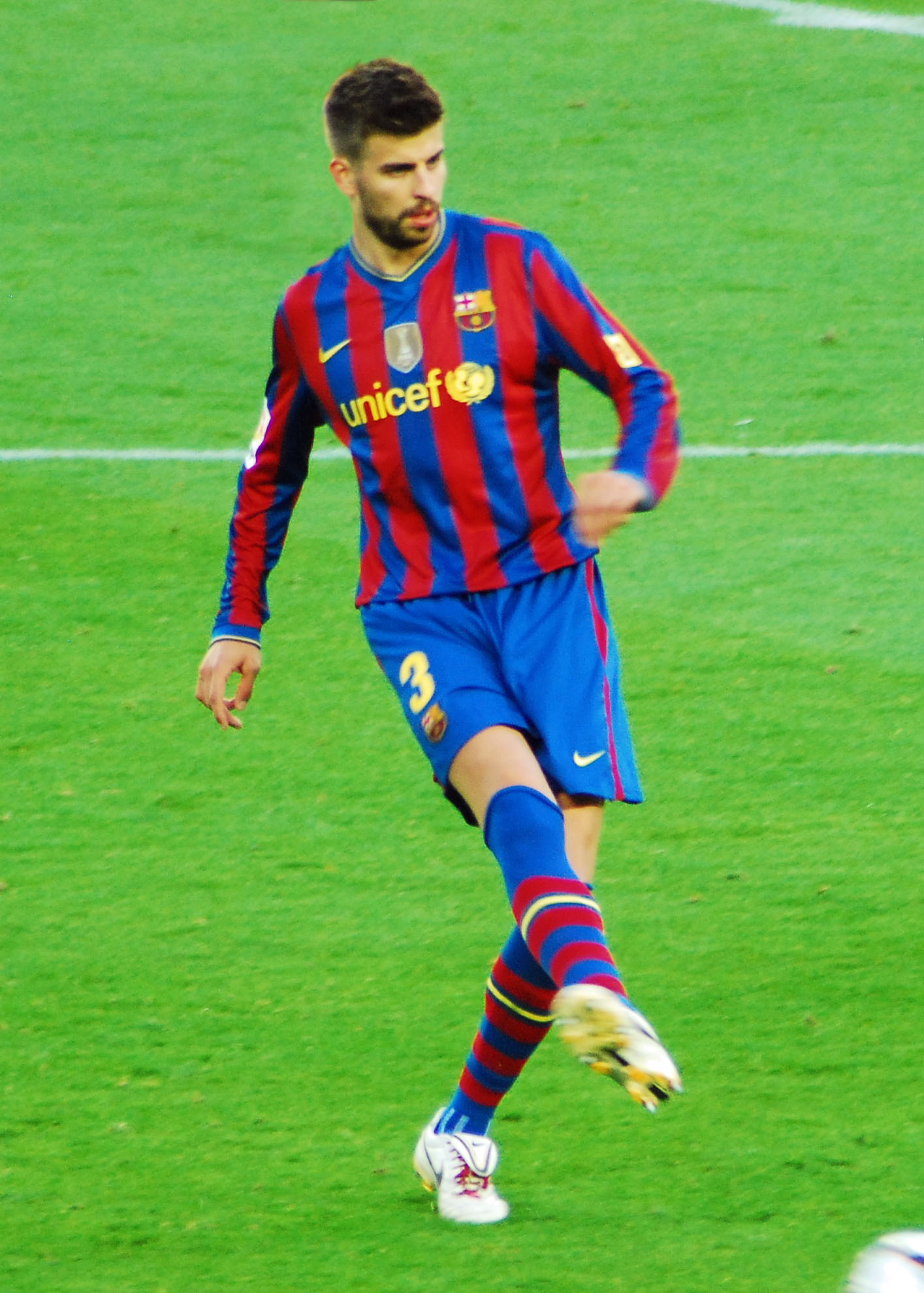
Gerard Piqué en la temporada 2009-2010

El 26 de febrero de 2010 renovó su contrato con el F. C. Barcelona hasta 2015, con una cláusula de rescisión de 200 millones de euros. Aquel año el defensa barcelonés ganaría su segunda Liga española consecutiva. El 22 de septiembre de 2010 Gerard Piqué alcanzó frente al Sporting de Gijón su partido oficial n.º 100 con el F. C. Barcelona.
El 21 de mayo de 2011 añadió a su palmarés una nueva Liga española (la tercera consecutiva como azulgrana) y otra Liga de Campeones de la UEFA, justo una semana después el 28 de mayo de 2011 (la segunda con el Barça, su tercera en total).
El 16 de diciembre de 2012 llegó a los 200 partidos oficiales con el Barcelona. En aquella temporada Gerard Piqué ganó su cuarta Liga española.
El 20 de mayo de 2014 se anunció su renovación hasta 2019.
En la temporada 2014-15 ganó la triple corona al conquistar la Liga BBVA tras vencer 1-0 al Atlético de Madrid en el Vicente Calderón; la Copa del Rey frente al Athletic Club por 3-1 en el Camp Nou y la Liga de Campeones de la UEFA 2014-15 frente a la Juventus por 3-1, convirtiéndose en uno de los 8 jugadores que ha ganado el triplete en 2 ocasiones, junto a Xavi Hernández, Andrés Iniesta, Lionel Messi, Dani Alves, Pedro Rodríguez, Sergio Busquets y Samuel Eto'o. También se convierte en uno de los 9 jugadores que han ganado la Liga de Campeones en 4 ocasiones, junto a José Santamaria, Phil Neal, Joseíto Iglesias, Enrique Mateos, Juan Santisteban, Samuel Eto'o, Xavi Hernández Andrés Iniesta y Lionel Messi.
El 2 de octubre de 2016 marcó su primer doblete con la camiseta del Barça en la derrota como visitantes 4 a 3 frente al Celta de Vigo, marcando tres goles en una semana. En 2019 fue condenado por fraude fiscal.
El 20 de octubre de 2020, tras iniciar su 13.ª temporada en el equipo y haber jugado 548 partidos desde entonces, renovó su contrato hasta 2024, aunque la duración de este dependería de los partidos que jugara a partir de la temporada 2021-22. Un mes después sufrió una lesión en los ligamentos de la rodilla en un encuentro de Liga ante el Atlético de Madrid; acortó plazos en su recuperación y reapareció el 16 de febrero en el partido de ida de los octavos de final de la Liga de Campeones ante el París Saint-Germain que venció el conjunto francés por 1-4. El 3 de marzo forzó la prórroga en la vuelta de las semifinales de la Copa del Rey tras anotar en el tiempo de descuento el gol que igualaba una eliminatoria que se acabó llevando su equipo gracias a un tercer tanto obra de Martin Braithwaite.
El 6 de febrero de 2022 igualó, con 593, al que fuera su compañero Carles Puyol como el quinto jugador que más partidos oficiales había jugado en la historia del club.

### Retirada
El 3 de noviembre de 2022, en un comunicado, anunció su retirada del fútbol y que el partido contra la U. D. Almería que debían jugar ese fin de semana iba a ser su último encuentro en el Camp Nou.

"Vosotros, culés, me lo habeis dado todo, y ahora que los sueños de ese niño se han cumplido, quiero deciros que es el momento de cerrar este ciclo. Siempre he dicho que después del Barça no habría otro equipo, y así será. Este sábado será mi último partido en el Camp Nou".

Se despidió saliendo de titular y portando el brazalete de capitán que le había cedido Sergio Busquets. Fue sustituido en los últimos minutos y tras el final del partido dio una vuelta de honor y dedicó unas palabras a la afición. Al día siguiente siguió entrenando con sus compañeros para preparar el encuentro contra C. A. Osasuna, el último que debían disputar antes del Mundial de Catar y el que iba a ser el último de su carrera. No disputó ningún minuto ya que fue suplente y fue expulsado por el árbitro Jesús Gil Manzano en el tiempo de descanso. De este modo puso fin a catorce años como jugador del primer equipo en los que consiguió ganar treinta títulos.

## Selección nacional

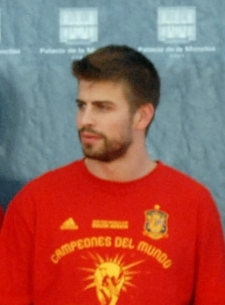
Gerard Piqué en el Palacio de la Moncloa

Fue internacional absoluto con la selección española de 2009 a 2018, totalizando 102 partidos y 5 goles, proclamándose campeón del mundo en 2010 y campeón de Europa en 2012. Debutó como titular el 11 de febrero de 2009, en un partido amistoso ante Inglaterra en el Ramón Sánchez Pizjuán de Sevilla. En su segundo partido como internacional, disputado el 28 de marzo de 2009, hizo su debut en partido de competición oficial, en el encuentro de fase de clasificación para el Mundial 2010 ante Turquía disputado en el Estadio Santiago Bernabéu, anotando el gol de la victoria por 1–0 y sumando su primer tanto con la camiseta nacional.

### Campeón del Mundo
En 2010, Piqué formó parte de la selección española que se proclamó campeona del Mundo el 11 de julio de 2010 en Johannesburgo. El central disputó todos los partidos y minutos de la competición, cuajando una sensacional actuación en el eje de la defensa, que contribuyó a que el equipo nacional encajara solamente dos goles en todo el campeonato y ninguno desde los octavos de final, convirtiéndose en la selección campeona, junto con Francia en 1998, menos goleada en la historia de los mundiales.
Su participación en el torneo, le hizo ser incluido en el XI Mundial de la FIFA 2010 y consagrarse como uno de los mejores centrales del mundo. A nivel honorario, fue galardonado con la Medalla de Oro de la Real Orden del Mérito Deportivo, máxima distinción otorgada al deporte en España.

### Campeón de Europa

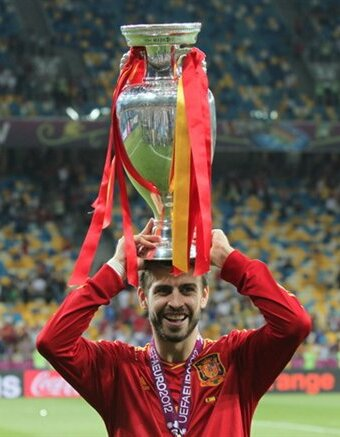
Gerard Piqué con el trofeo de la Eurocopa 2012

En 2012, Piqué formó parte de la selección española que se proclamó campeona de Europa el 1 de julio de 2012 en Kiev. Esta era su primera participación en esta competición, en la que disputó la totalidad de los seis partidos disputados por el combinado nacional, formando en el eje de la defensa con Sergio Ramos. Esta pareja de centrales llamada a liderar la zaga de la selección en los próximos años, fue destacada como uno de los pilares básicos del equipo por su solvencia a lo largo del campeonato, encajando únicamente un gol en todo el torneo y, al igual que en el Mundial, ninguno desde los cruces eliminatorios.
En la tanda de penaltis de semifinales ante Portugal, tras el 0–0 al final de la prórroga, Piqué participó anotando el tercer lanzamiento para España, que lograría el pase a la final. El 1 de julio, en el mejor partido de la selección en todo el campeonato, se imponían por un contundente 4–0 a Italia, logrando la tercera Eurocopa para España, la segunda consecutiva, y cerrando un histórico triplete al lograr tres grandes campeonatos de selecciones consecutivos. Piqué logró el único gran título que le faltaba en su palmarés y a nivel individual, fue incluido en el Equipo del Torneo de la Eurocopa que confecciona la UEFA con los jugadores más destacados del torneo, junto con nueve compañeros de selección.

### Participaciones en fases finales
| Torneo                    | Sede              | Resultado        | Partidos | Goles |
| ------------------------- | ----------------- | ---------------- | -------- | ----- |
| Europeo Sub-17 de 2004    | Francia           | Subcampeón       | 5        | 1     |
| Europeo Sub-19 de 2006    | Polonia           | Campeón          | 5        | 2     |
| Mundial Sub-20 de 2007    | Canadá            | Cuartos de final | 5        | 1     |
| Copa Confederaciones 2009 | Sudáfrica         | Tercer lugar     | 4        | 0     |
| Copa del Mundo 2010       | Sudáfrica         | Campeón          | 7        | 0     |
| Eurocopa 2012             | Polonia y Ucrania | Campeón          | 6        | 0     |
| Copa Confederaciones 2013 | Brasil            | Subcampeón       | 4        | 0     |
| Copa del Mundo 2014       | Brasil            | Primera fase     | 1        | 0     |
| Eurocopa 2016             | Francia           | Octavos de final | 4        | 1     |
| Copa del Mundo 2018       | Rusia             | Octavos de final | 4        | 0     |

### Goles como internacional absoluto
| Goles internacionales con España | Goles internacionales con España | Goles internacionales con España           | Goles internacionales con España | Goles internacionales con España | Goles internacionales con España | Goles internacionales con España |
| #                                | Fecha                            | Lugar                                      | Rival                            | Gol                              | Resultado                        | Competición                      |
| -------------------------------- | -------------------------------- | ------------------------------------------ | -------------------------------- | -------------------------------- | -------------------------------- | -------------------------------- |
| 1.                               | 28 de marzo de 2009              | Estadio Santiago Bernabéu, Madrid, España  | Turquía                          | 1–0                              | 1–0                              | Clasificación Mundial 2010       |
| 2.                               | 12 de agosto de 2009             | Philip II Arena, Skopie, Macedonia         | Macedonia                        | 2–2                              | 2–3                              | Amistoso                         |
| 3.                               | 5 de septiembre de 2009          | Estadio de Riazor, La Coruña, España       | Bélgica                          | 3–0                              | 5–0                              | Clasificación Mundial 2010       |
| 4.                               | 14 de octubre de 2009            | Bilino Polje, Zenica, Bosnia y Herzegovina | Bosnia y Herzegovina             | 0–1                              | 2–5                              | Clasificación Mundial 2010       |
| 5.                               | 13 de junio de 2016              | Stade de Toulouse, Toulouse, Francia       | República Checa                  | 1–0                              | 1–0                              | Eurocopa 2016                    |

## Estadísticas

### Clubes
Actualizado al último partido jugado en su carrera deportiva.
| Club                               | Div.          | Temporada     | Liga  | Liga  | Copas nacionales | Copas nacionales | Copas internacionales | Copas internacionales | Total | Total | Media goleadora |
| Club                               | Div.          | Temporada     | Part. | Goles | Part.            | Goles            | Part.                 | Goles                 | Part. | Goles | Media goleadora |
| ---------------------------------- | ------------- | ------------- | ----- | ----- | ---------------- | ---------------- | --------------------- | --------------------- | ----- | ----- | --------------- |
| Manchester United F. C. Inglaterra | 1.ª           | 2004-05       | 0     | 0     | 2                | 0                | 1                     | 0                     | 3     | 0     | 0               |
| Manchester United F. C. Inglaterra | 1.ª           | 2005-06       | 3     | 0     | 4                | 0                | 0                     | 0                     | 7     | 0     | 0               |
| Real Zaragoza · España             | 1.ª           | 2006-07       | 22    | 2     | 6                | 1                | ―                     | ―                     | 28    | 3     | 0.11            |
| Manchester United F. C. Inglaterra | 1.ª           | 2007-08       | 9     | 0     | 1                | 0                | 3                     | 2                     | 13    | 2     | 0.15            |
| Manchester United F. C. Inglaterra | Total club    | Total club    | 12    | 0     | 7                | 0                | 4                     | 2                     | 23    | 2     | 0.09            |
| F. C. Barcelona · España           | 1.ª           | 2008-09       | 25    | 1     | 6                | 1                | 14                    | 1                     | 45    | 3     | 0.07            |
| F. C. Barcelona · España           | 1.ª           | 2009-10       | 32    | 2     | 3                | 0                | 14                    | 2                     | 49    | 4     | 0.08            |
| F. C. Barcelona · España           | 1.ª           | 2010-11       | 31    | 3     | 8                | 0                | 12                    | 1                     | 51    | 4     | 0.08            |
| F. C. Barcelona · España           | 1.ª           | 2011-12       | 22    | 2     | 10               | 0                | 6                     | 0                     | 38    | 2     | 0.05            |
| F. C. Barcelona · España           | 1.ª           | 2012-13       | 28    | 2     | 6                | 1                | 10                    | 0                     | 44    | 3     | 0.07            |
| F. C. Barcelona · España           | 1.ª           | 2013-14       | 26    | 2     | 4                | 0                | 9                     | 2                     | 39    | 4     | 0.10            |
| F. C. Barcelona · España           | 1.ª           | 2014-15       | 27    | 5     | 6                | 1                | 11                    | 1                     | 44    | 7     | 0.16            |
| F. C. Barcelona · España           | 1.ª           | 2015-16       | 30    | 2     | 6                | 2                | 10                    | 1                     | 46    | 5     | 0.11            |
| F. C. Barcelona · España           | 1.ª           | 2016-17       | 25    | 2     | 8                | 0                | 8                     | 1                     | 41    | 3     | 0.07            |
| F. C. Barcelona · España           | 1.ª           | 2017-18       | 30    | 2     | 10               | 1                | 9                     | 1                     | 49    | 4     | 0.08            |
| F. C. Barcelona · España           | 1.ª           | 2018-19       | 35    | 4     | 6                | 1                | 11                    | 2                     | 52    | 7     | 0.13            |
| F. C. Barcelona · España           | 1.ª           | 2019-20       | 35    | 1     | 3                | 0                | 7                     | 0                     | 45    | 1     | 0.02            |
| F. C. Barcelona · España           | 1.ª           | 2020-21       | 18    | 0     | 2                | 1                | 3                     | 1                     | 23    | 2     | 0.09            |
| F. C. Barcelona · España           | 1.ª           | 2021-22       | 27    | 1     | 3                | 0                | 10                    | 2                     | 40    | 3     | 0.08            |
| F. C. Barcelona · España           | 1.ª           | 2022-23       | 6     | 0     | 0                | 0                | 4                     | 0                     | 10    | 0     | 0               |
| F. C. Barcelona · España           | Total club    | Total club    | 397   | 29    | 81               | 8                | 138                   | 15                    | 616   | 52    | 0.08            |
| Total carrera                      | Total carrera | Total carrera | 431   | 31    | 94               | 9                | 142                   | 17                    | 667   | 57    | 0.09            |
| 1. 2. 3.                           |               |               |       |       |                  |                  |                       |                       |       |       |                 |

## Palmarés

### Títulos nacionales
| Título                     | Club                    | País       | Año     |
| -------------------------- | ----------------------- | ---------- | ------- |
| Football League Cup        | Manchester United F. C. | Inglaterra | 2005-06 |
| Community Shield           | Manchester United F. C. | Inglaterra | 2007    |
| Premier League             | Manchester United F. C. | Inglaterra | 2007-08 |
| Copa del Rey               | F. C. Barcelona         | España     | 2008-09 |
| Primera División de España | F. C. Barcelona         | España     | 2008-09 |
| Supercopa de España        | F. C. Barcelona         | España     | 2009    |
| Primera División de España | F. C. Barcelona         | España     | 2009-10 |
| Supercopa de España        | F. C. Barcelona         | España     | 2010    |
| Primera División de España | F. C. Barcelona         | España     | 2010-11 |
| Supercopa de España        | F. C. Barcelona         | España     | 2011    |
| Copa del Rey               | F. C. Barcelona         | España     | 2011-12 |
| Primera División de España | F. C. Barcelona         | España     | 2012-13 |
| Supercopa de España        | F. C. Barcelona         | España     | 2013    |
| Primera División de España | F. C. Barcelona         | España     | 2014-15 |
| Copa del Rey               | F. C. Barcelona         | España     | 2014-15 |
| Primera División de España | F. C. Barcelona         | España     | 2015-16 |
| Copa del Rey               | F. C. Barcelona         | España     | 2015-16 |
| Supercopa de España        | F. C. Barcelona         | España     | 2016    |
| Copa del Rey               | F. C. Barcelona         | España     | 2016-17 |
| Copa del Rey               | F. C. Barcelona         | España     | 2017-18 |
| Primera División de España | F. C. Barcelona         | España     | 2017-18 |
| Supercopa de España        | F. C. Barcelona         | España     | 2018    |
| Primera División de España | F. C. Barcelona         | España     | 2018-19 |
| Copa del Rey               | F. C. Barcelona         | España     | 2020-21 |
| Primera División de España | F. C. Barcelona         | España     | 2022-23 |

### Títulos internacionales
| Título                            | Selección               | País              | Año     |
| --------------------------------- | ----------------------- | ----------------- | ------- |
| Europeo sub-19                    | España (sub-19)         | Polonia           | 2006    |
| Copa Mundial de Fútbol            | España                  | Sudáfrica         | 2010    |
| Eurocopa                          | España                  | Polonia y Ucrania | 2012    |
| Título                            | Club                    | País              | Año     |
| Liga de Campeones de la UEFA      | Manchester United F. C. | Rusia             | 2007-08 |
| Liga de Campeones de la UEFA      | F. C. Barcelona         | Italia            | 2008-09 |
| Supercopa de Europa               | F. C. Barcelona         | Mónaco            | 2009    |
| Copa Mundial de Clubes de la FIFA | F. C. Barcelona         | EAU               | 2009    |
| Liga de Campeones de la UEFA      | F. C. Barcelona         | Inglaterra        | 2010-11 |
| Supercopa de Europa               | F. C. Barcelona         | Mónaco            | 2011    |
| Copa Mundial de Clubes de la FIFA | F. C. Barcelona         | Japón             | 2011    |
| Liga de Campeones de la UEFA      | F. C. Barcelona         | Alemania          | 2014-15 |
| Supercopa de Europa               | F. C. Barcelona         | Georgia           | 2015    |
| Copa Mundial de Clubes de la FIFA | F. C. Barcelona         | Japón             | 2015    |

(*) Incluyendo la selección.

### Distinciones individuales
| Distinción                     | Año                          |
| ------------------------------ | ---------------------------- |
| Jugador Revelación de La Liga  | 2009                         |
| Mejor Defensa de La Liga       | 2010                         |
| XI Mundial FIFA/FIFPro         | 2010, 2011, 2012, 2016       |
| XI Europeo UEFA                | 2010, 2011, 2012, 2015, 2016 |
| Equipo Ideal–Eurocopa          | 2012                         |
| Equipo Ideal–La Liga           | 2015, 2016                   |
| Equipo Ideal–Liga de Campeones | 2015                         |

## Condecoraciones
| Distinción                                       | Año  |
| ------------------------------------------------ | ---- |
| Medalla de Oro - Real Orden del Mérito Deportivo | 2011 |

## Vida privada

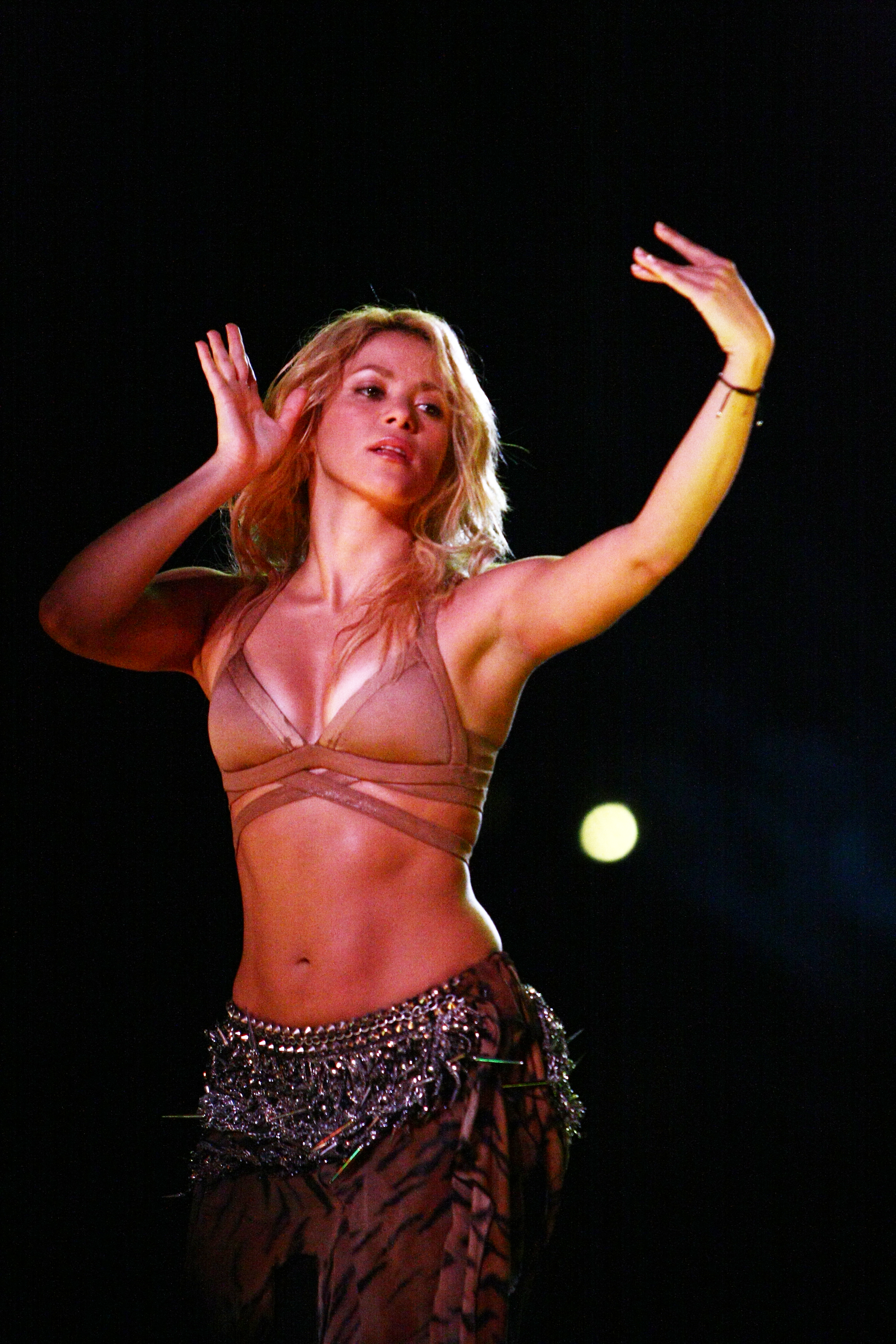
La cantante colombiana Shakira, pareja del futbolista desde 2010 hasta 2022.

Es hijo de Joan Piqué (n. 1959), abogado, y Montserrat Bernabéu (n. 1964), médica jefa de la Unidad de Daño Cerebral del Instituto Guttmann de Badalona. Tiene un hermano cinco años menor, Marc. Su abuelo Amador Bernabéu fue vicepresidente del F. C. Barcelona y delegado de la Real Federación Española de Fútbol.
Mantuvo una relación sentimental con la cantante colombiana Shakira desde 2010, que se hizo pública a principios de 2011. De esa unión salieron dos hijos. En septiembre de 2012, Shakira confirmó que estaban esperando a su primogénito, dando a luz a Milan el 22 de enero de 2013 en Barcelona, España. A través de la revista Cosmopolitan México del mes de septiembre de 2014, Shakira confirmó su segundo embarazo junto a Piqué, dando a luz a su segundo hijo, Sasha, el 29 de enero de 2015, también en Barcelona. En junio de 2022 anunciaron su separación tras doce años de relación. Desde entonces mantiene una relación con Clara Chía Martí.
En el 2023 realizó su primer proyecto futbolístico llamado la Kings League, una competición de futsiete con sus propias reglas y métodos de juego, como fundador de dicha liga, junto al realizador de directos Ibai Llanos, en la cual compiten doce equipos. Más adelante ese mismo año, creó la Queens League, una competición idéntica pero con equipos femeninos en vez de masculinos. En los siguientes años hubo una expansión fuera de España, y se crearon ligas en América, Italia o Brasil entre otros lugares, y aunque Piqué no sea el presidente de las ligas extranjeras tiene una gran influencia sobre ellas.

## Filmografía
- Documental Canal+ (01/04/2011), «Informe Robinson - Gerard Piqué» en Plus.es.